# Vladislav Hájek
Vladislav Hájek (5. ledna 1900 – ) byl český meziválečný fotbalista, záložník.

## Fotbalová kariéra
V československé lize hrál v letech 1925-1926 za SK Libeň. Nastoupil ve 23 ligových utkáních a dal 1 gól.

## Ligová bilance
| Ročník                        | Zápasy | Góly | Klub     |
| ----------------------------- | ------ | ---- | -------- |
| Asociační liga 1925           | 8      | 0    | SK Libeň |
| Středočeská 1. liga 1925/1926 | 15     | 1    | SK Libeň |
| CELKEM                        | 23     | 1    |          |